# ゴジ

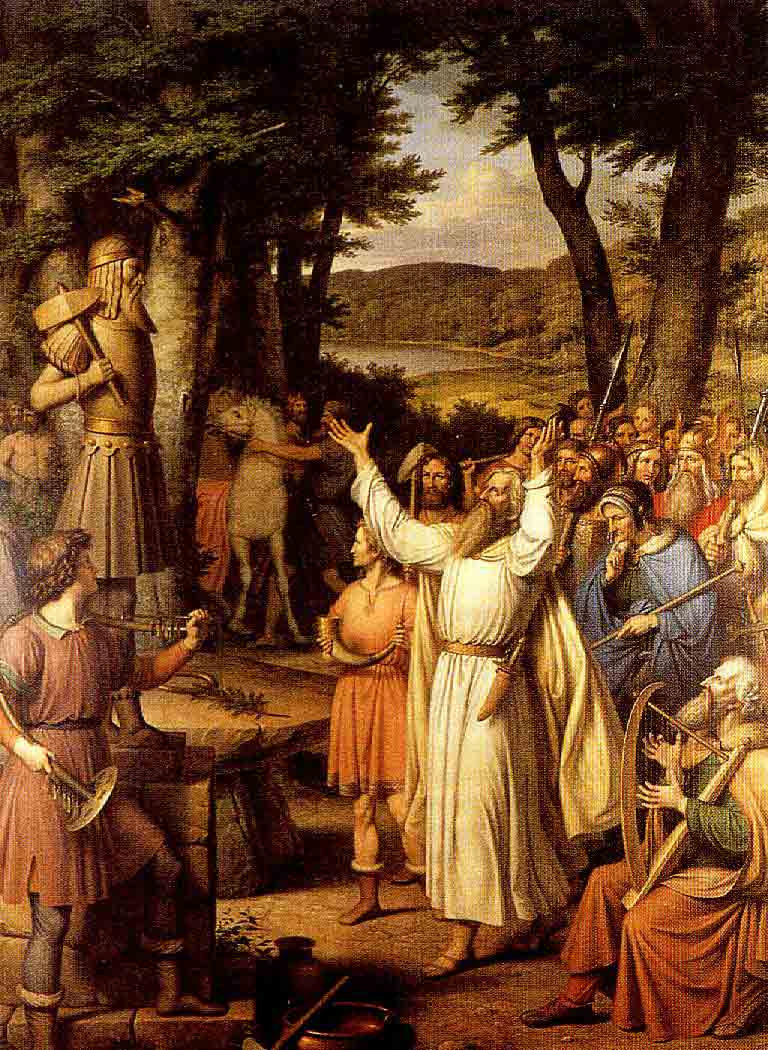
トールの神像への供犠において人々を指導するゴジの様子。J.L. Lundが描いた絵画。

ゴジ、またはゴーズィ（古ノルド語：goði。複数形はgoðar。綴りは他にgothi）、またはゴーディ(godhi)は、神官と族長(en)を指す古ノルド語の呼び方である。gyðjaは女性神官を意味する。

## 解説
この名称は、ウルフィラのゴート語訳の聖書（銀泥写本）に「聖職者」という意味で「gudja」が当てられる形で登場する。しかし、古ノルド語で完全にゴート語の語形に一致するのは女性形の「gyðja」だけである。これに対応する古ノルド語の男性形は、証明されてはいないものの「gyði」だったであろう。
スカンディナヴィアでは、ノルウェーのNordhugloルーン石碑にノルド祖語(Proto-Norse)語形で記された「gudija」。そして、より後期の古ノルド語形の「goði」が、2つのデンマークのルーン石碑、Glavendrup stone (DR 209) とHelnæs Runestone (DR 190) にみられる。スウェーデンのセーデルマンランド地方の「Gudby」のような地名もいくつか見られるが、おそらく、地名としてゴジの名称が残ったのだろう。
上記以外には、ゴジが歴史的に重要だったアイスランドに由来する証拠のみが現存している。ゴジはサガの中で、彼らの自治区または「goðorð」の、宗教的かつ政治的な首領として描かれている。アイスランドでは、キリスト教化（en:Christianization）以前の宗教的な神殿またはホヴは私有物であり、ホヴゴジ（hofgoði）または神殿の神官によって維持されていた。彼らはキリスト教が到来した後も、長い間アイスランドの政治制度の重要な役割を担った。
ゴズオルズ（「goðorð」または「godord」）は「ゴジ権」または「ゴーズィ権」、「首領権」を意味した。また、ゴジによって支配され影響下にある領地または地域を指していた。
アイスランドにおいて、ゴジは870年から930年にかけての「開拓時代」の初期には成立していた。ゴジは本来は古い神々の儀式を司る神官であったが、アイスランド共和国（930年 - 1262年）の時代には、世俗的な権力を持つ首領を指していた。自由農民はゴジと契約することでその部下や支持者であるスィングメン（単数形：þingmaðr、複数形：þingmenn）となった。彼らは民会でゴジを支持することを義務づけられ、ゴジは彼らを自分の支配地域（ゴズオルズ、goðorð）内で保護した。またゴジは地区民会を主宰したり、アルシングでは判事を指名する他、立法者の役割を果たしていた。共和国時代のアイスランドには中央行政府がなかったため、ゴジはまず支配地域内で裁判を開き、そこで決着がつかない時にアルシングへ持ち込むことになっていた。ゴズオルズは、開拓時代からの有力者の子孫が世襲していったが、売買や賃借ができた。このため、限られた人々がゴジの地位を独占するようになり、また、ゴジ同士の権力争いの原因にもなった。
ゴジは地域の交易の管理も行った。ゴズオルズに船が寄港すると、優先して取引を行い、商品の価格を決めた。外国からの商人は、地元のゴジや宿泊を頼む農場主との互酬関係を友好に保つ必要があった。
1000年に開かれたアルシングではキリスト教を受け入れることを正式に決定し、教会もつくられたが、教会はゴジによって支配され、教会財政の財源として十分の一税が徴収されるようになってもその状態は続いた。13世紀に教会の勢力がゴジ側に勝ったものの、この頃には共和国自体が崩壊していた。ゴジ同士の争いが激しくなり、これがかねてよりアイスランドの領有を望んでいたノルウェーによる政治介入を招き、ついにノルウェー王ホーコン4世によってアイスランドがノルウェーの支配下に置かれたのである。
1271年にノルウェー法（ヤウルドンシーザ（「鉄片」の意）、Járnsíða。is、no）がアイスランドにも導入されたことによって、ゴジの制度は廃止された。

## 現代のゴジ
ゴジという言葉は、ゲルマンのネオペイガニズム(Germanic Neopaganism)のさまざまな宗派、特にアサトル(en)における、現代の信者による聖職者の肩書きとして多くの場合に用いられている。

### 英語版
日本語訳にあたり直接参照していない。
- Byock, Jesse L. (1993). Goði. Entry in Medieval Scandinavia, an Encyclopedia (Phillip Pulsiano, ed.), 230-231. Garland: NY and London, ISBN 0-8240-4787-7.
- Hellquist, Elof. (1966). Svensk etymologisk ordbok. C.W.K. Gleerups förlag, Lund.
- Jón Hnefill Aðalsteinsson (1998). Blót and Þing: The Function of the Tenth-Century Goði, in A Piece of Horse Liver: Myth, Ritual and Folklore in Old Icelandic Sources, 35-56.  Reykjavik, ISBN 9979-54-264-0.

### 日本語版
- 「アイスランド」『ブリタニカ国際大百科事典 1』浅井辰郎訳、ティビーエス・ブリタニカ、1972年。
- 「フレイ神官ラヴンケルの物語」菅原邦城訳注、『大阪外国語大学学報』、1969年。
- 松本涼「中世アイスランドと北大西洋の流通」（山田雅彦編『伝統ヨーロッパとその周辺の市場の歴史』） 清文堂、2010年。